# Hoàng tộc nhà Minh
Hoàng tộc nhà Minh của người Hán xuất hiện khi nhà Minh được thành lập nên ở Trung Quốc năm 1368 do Minh Thái Tổ Chu Nguyên Chương thành lập và lực lượng khởi nghĩa trung thành với ông đánh đuổi nhà Nguyên của người Mông Cổ ra khỏi lãnh thổ Trung Quốc và phải rút lui về phía bắc. Hoàng tộc nhà Minh có họ thật là Chu nên cũng được gọi là hoàng tộc nhà Chu Minh. Hoàng tộc Minh cai trị toàn bộ lãnh thổ Trung Quốc từ năm 1368 đến khi thủ đô Bắc Kinh thất thủ khiến nhà Minh sụp đổ năm 1644 do các cuộc khởi nghĩa của Lý Tự Thành và Trương Hiến Trung trong nước lãnh đạo cũng như bị nhà Thanh của tộc người Mãn Châu ở ngoài biên giới phía Đông Bắc xâm lược. Hoàng tộc nhà Minh sau khi mất Bắc Kinh thì bị đẩy lùi về phía nam và thành lập nên nhà Nam Minh tiếp tục cai trị lãnh thổ phía nam Trung Quốc đến năm 1662 thì bị tiêu diệt trước nhà Thanh và phải lánh nạn ra đảo Đài Loan tiếp tục kháng cự nhà Thanh đến năm 1683 thì đầu hàng hoàn toàn nhà Thanh. Dù bị truy sát, sau khi nhà Thanh hoàn toàn cai trị Trung Quốc thì vẫn còn những hậu duệ nhà Minh may mắn không bị giết chết, họ tiếp tục sống như dân thường. Sau khi nhà Thanh sụp đổ năm 1912, hậu duệ Minh cũng dần được sống ổn định hơn và nay hậu duệ của họ sống dưới chế độ phi quân chủ của người Hán từ 1912. Một số người được coi là hậu duệ nhà Minh đã được nhà Thanh và Trung Hoa Dân Quốc phong tước vị từ 1725 đến 1929. Thủ tướng nước Cộng hòa Nhân dân Trung Hoa Chu Dung Cơ cũng là một hậu duệ nhà Minh.

## Các vị hoàng đế nhà Minh (1368-1644)
| STT | Tên thật                           | Miếu hiệu                         | Niên hiệu   | Năm cai trị |
| --- | ---------------------------------- | --------------------------------- | ----------- | ----------- |
| 1   | Chu Nguyên Chương                  | Minh Thái Tổ                      | Hồng Vũ     | 1368-1398   |
| 2   | Chu Doãn Văn                       | Minh Huệ Tông                     | Kiến Văn    | 1398-1402   |
| 3   | Chu Đệ                             | Minh Thái Tông hoặc Minh Thành Tổ | Vĩnh Lạc    | 1402-1424   |
| 4   | Chu Cao Sí                         | Minh Nhân Tông                    | Hồng Hi     | 1424-1425   |
| 5   | Chu Chiêm Cơ                       | Minh Tuyên Tông                   | Tuyên Đức   | 1425-1435   |
| 6   | Chu Kỳ Trấn                        | Minh Anh Tông                     | Chính Thống | 1435-1449   |
| 7   | Chu Kỳ Ngọc                        | Minh Đại Tông                     | Cảnh Thái   | 1449-1457   |
|     | Chu Kỳ Trấn (lên ngôi lần thứ hai) | Minh Anh Tông                     | Thiên Thuận | 1457-1464   |
| 8   | Chu Kiến Khâm                      | Minh Hiến Tông                    | Thành Hóa   | 1464-1487   |
| 9   | Chu Hựu Đường                      | Minh Hiếu Tông                    | Hoằng Trị   | 1487-1505   |
| 10  | Chu Hậu Chiếu                      | Minh Vũ Tông                      | Chính Đức   | 1505-1521   |
| 11  | Chu Hậu Thông                      | Minh Thế Tông                     | Gia Tĩnh    | 1521-1566   |
| 12  | Chu Tái Hậu                        | Minh Mục Tông                     | Long Khánh  | 1566-1572   |
| 13  | Chu Dực Quân                       | Minh Thần Tông                    | Vạn Lịch    | 1572-1620   |
| 14  | Chu Thường Lạc                     | Minh Quang Tông                   | Thái Xương  | 1620        |
| 15  | Chu Do Hiệu                        | Minh Hy Tông                      | Thiên Khải  | 1620-1627   |
| 16  | Chu Do Kiểm                        | Minh Tư Tông                      | Sùng Trinh  | 1627-1644   |

## Các vị hoàng đế nhà Nam Minh (1644-1662)
| STT | Tên thật      | Miếu hiệu       | Niên hiệu   | Năm cai trị |
| --- | ------------- | --------------- | ----------- | ----------- |
| 1   | Chu Do Tung   | Minh An Tông    | Hoằng Quang | 1644-1645   |
| 2   | Chu Duật Kiện | Minh Thiệu Tông | Long Vũ     | 1645-1646   |
| 3   | Chu Duật Việt | Minh Văn Tông   | Thiệu Vũ    | 1646        |
| 4   | Chu Do Lang   | Minh Chiêu Tông | Vĩnh Lịch   | 1646-1662   |

## Các thành viên hoàng thân quốc thích nhà Minh quan trọng khác
- Đích trưởng Tử Chu Tiêu, con trai trưởng của vua Minh Thái Tổ, chết khi vua cha chưa qua đời. Khi Minh Thái Tổ chết đã truyền ngôi cho con trai của Chu Tiêu (tức cháu nội của mình) là Chu Doãn Văn.
- An Hóa vương Chu Chí Phiên, một vị thủ lĩnh làm cuộc nổi loạn thời vua Minh Vũ Tông, sử gọi là An Hóa vương chi loạn. Cuộc nổi loạn bị dập tắt.
- Ninh vương Chu Thần Hào, một vị thủ lĩnh làm cuộc nổi loạn thời vua Minh Vũ Tông. Cuộc nổi loạn bị dập tắt.
- Phúc vương Chu Thường Tuân, là con trai thứ ba của vua Minh Thần Tông, vua Minh Thần Tông rất yêu quý ông nên muốn chọn ông làm thái tử để kế vị vua cha sau này nhưng bị các quan đại thần trong triều đình phản đối và ép vua phải truyền ngôi cho người con trưởng là Chu Thường Lạc (vua Minh Quang Tông sau này) vì lý do theo truyền thống phong kiến của Nho giáo Trung Quốc thì hoàng đế sau khi mất phải truyền ngôi cho người con trưởng chứ không được truyền ngôi cho người con thứ (trừ khi người con trưởng qua đời khi vua cha còn sống thì hoàng đế mới được truyền ngôi cho người con thứ). Vua Minh Thần Tông rất buồn và ngày càng bỏ bê công việc, ăn chơi trác táng không quan tâm đến Chu Thường Lạc và tình hình chính trị triều Minh kể từ đó ngày càng suy vong.
- Công chúa Chu Hiến Anh (còn gọi là Vinh Xương công chúa), là con gái ruột của vua Minh Thần Tông, chị gái ruột cùng cha khác mẹ với vua Minh Quang Tông.
- Thái tử Chu Từ Lãng, con trai của vua Minh Tư Tông, được lập làm thái tử kế vị vua cha sau này, tuy nhiên vào tháng 4 dương lịch năm 1644 thì nhà Minh bị quân khởi nghĩa của Lý Tự Thành lật đổ, sau đó quân nhà Thanh tràn vào Trung Quốc nên ông chưa kịp làm vua. Số phận của Chu Từ Lãng sau này không rõ ràng, Chu Do Tung sau khi lên ngôi hoàng đế nhà Nam Minh tại cung điện (điện Vũ Anh) ở Nam Kinh (kinh đô thứ hai và cũng là kinh đô dự phòng của nhà Minh) để tiếp tục cai trị phía nam Trung Quốc đã truy tôn thái tử Chu Từ Lãng không rõ số phận và tung tích trở thành hoàng đế có miếu hiệu là Minh Thuận Tông, niên hiệu là Nghĩa Hưng.[1]
- Công chúa Chu Mỹ Sác (còn gọi là Trường Bình công chúa) là con gái của vua Minh Tư Tông, em ruột cùng cha khác mẹ của thái tử Chu Từ Lãng.
- Lỗ vương Chu Dĩ Hải, ông lên ngôi giám quốc nhà Nam Minh năm 1645 sau khi Chu Do Tung (tức vua Minh An Tông) bị quân Thanh bắt và đưa về Bắc Kinh. Tuy nhiên ông không bao giờ xưng đế nên không phải là hoàng đế chính thức của nhà Nam Minh nhưng miếu hiệu của ông là Minh Nghĩa Tông, niên hiệu là Phiên Thự.
- Lộ vương Chu Thường Phương, ông lên ngôi giám quốc nhà Nam Minh sau khi vua Minh An Tông bị quân Thanh bắt nhưng chính ông cũng bị quân Thanh bắt sau đó không lâu. Do thời gian làm giám quốc quá ngắn nên không bao giờ xưng đế nên không phải hoàng đế chính thức của nhà Nam Minh nhưng khi ông bị nhà Thanh xử tử năm 1646 thì vua Minh Chiêu Tông đã truy tôn ông trở thành hoàng đế có miếu hiệu là Huy Tông, không có niên hiệu nhưng thỉnh thoảng vẫn được gọi là Lộ vương Lâm quốc. Ông cũng là một người rất giỏi về nghề thư pháp và nghề vẽ tranh quốc họa cổ xưa[2].
- Hoài vương Chu Thường Thanh, lên ngôi giám quốc nhà Nam Minh vào năm 1648-1649, ông không bao giờ xưng đế nên không phải hoàng đế chính thức của nhà Nam Minh, ông có miếu hiệu là Minh Kính Tông, còn niên hiệu là Đông Vũ.

## Các nghệ danh hoàng tộc nhà Minh thời kỳ phong kiến trong triều đại hoặc sau triều đại
- Chu Tái Dục (1545-1591), nhà bác học.
- Shitao, tên thật là Chu Nuôi (1642-1707), họa sĩ.
- Bada Shanren, tên thật là Chu Gia (1626-1705), họa sĩ.
- Niu Shihui, là em trai của Bada Shanren, họa sĩ.

## Những nhân vật hậu duệ hoàng tộc nhà Minh nổi tiếng thời hiện đại và ngày nay
- Chu Yên Phan (1883-1932), ông thành lập Trường nữ Zhounan bằng cách bán bớt và đóng góp tất cả tài sản của mình, trị giá 111.700 đô la bạc. Ông giữ chức hiệu trưởng cho đến năm 1927. Đó là một kỳ tích tuyệt vời hiếm có trong lịch sử giáo dục của Trung Quốc. Năm 1911, ông hưởng ứng để lãnh đạo các sinh viên tham gia cuộc Cách mạng Tân Hợi chống lại triều đình Mãn Thanh.
- Chu Huông Uy (1908-1978), tốt nghiệp Đại học Saint John's ở Thượng Hải, giáo sư Y khoa Đại học Bắc Kinh. Trợ lý nghiên cứu với Viện E.V.Cowdry / Rockefeller tại Trung Quốc năm 1940. và Đại học PHD Washington, St Louis Missouri, Hoa Kỳ năm 1947. Giáo sư danh dự Trường hợp y học Đại học Western Reserve, Cleveland Ohio, Hoa Kỳ.
- Chu Dung Cơ, thủ tướng thứ năm của Cộng hòa Nhân Dân Trung Hoa. Theo một số tài liệu, ông là hậu duệ đời thứ 19 của Minh Thái Tổ (Chu Nguyên Chương), hoàng đế khai quốc nhà Minh.[3]
- Chu Thanh Chi, ông là cựu chủ tịch của Đại học Khoa học và Công nghệ Trung Quốc (1998-2008), và là chủ tịch sáng lập của Đại học Khoa học và Công nghệ Nam (2009-2014).
- Chu Dung Lai, giám đốc điều hành của tập đoàn vốc quốc tế Trung Quốc từ năm 2004 đến năm 2014. Ông từng đứng thứ 15 trong tổng số 25 nhà lãnh đạo doanh nghiệp có ảnh hưởng nhất châu Á.